# BK Spartak Plewen
Basketbolen Klub Spartak Plewen (bulgarisch Баскетболен Клуб Спартак Плевен) ist ein bulgarischer Basketballverein aus Plewen.

## Geschichte
Der Verein wurde 1947 als Plama Plewen gegründet. Unter diesem Namen gewann der Klub auch seine beiden Meistertitel 1995 und 1996. Im Jahr 1997 nannte man sich in BK Spartak Plewen um.
Seit den frühen 1990er Jahren ist Plewen fester Bestandteil der höchsten bulgarischen Basketball-Liga. Nach den beiden Titeln wurde man noch einmal Zweiter der regulären Saison, eine höhere Position wurde seitdem nicht mehr erreicht und auch in ein Finale gelangte man nicht mehr.
Zwischen 1995 und 1997 nahm der Verein am Europapokal der Pokalsieger teil, schied dort früh aus. Nach langer europäischer Abstinenz versuchte man sich 2009 in der EuroChallenge, scheiterte aber in der Qualifikationsrunde.

## Halle
Der Verein trägt seine Heimspiele in der 1.500 Plätze umfassenden Balkanstroy Hall aus.

## Erfolge
- 2× Bulgarischer Meister (1995, 1996)
- 1× Bulgarischer Pokalsieger (1996)
- 1× Bulgarischer Vizemeister (1989)
- 2× Bulgarischer Vizepokalsieger (1994, 1995)